# Мещерское (усадьба)
Меще́рское — усадьба, расположенная в селе Мещерское Чеховского района Московской области. 

## История
Усадьба возникла на месте поселения, известного из летописи XIV века. Вотчиной владел опричник Ивана IV Грозного Мокей, после князья Мещерские. Имение известно с конца XVII века. Получила свое название от первого владельца князя Ф. И. Мещерского. 
После Мещерских, на протяжении семидесяти лет именем владел род Боде, оставивших значительный след в истории усадьбы. В 1817 году село куплено президентом Московской дворцовой конторы Л. К. Боде. В 1853 году на деньги выделенных Л. К. Боде была перестроена Покровская церковь 1709 года, архитектором был Ф. Ф. Рихтер, рядом с ней семейный склеп, им же был построен двухэтажный главный усадебный дом, его масштаб и формы придают ей вид дворца. 
Первым дворецким был назначен В. Л. Инштетов , дед которого швед Инштет оказался в плену и служил у С. А. Колычёва, сподвижника Петра I, . Впоследствии его сын С. В. Инштетов был определен в придворные служители московских дворцов и в 1882 г. по приказу Александра III – произведён в камер-фурьеры.
В 1851 г. в Мещерском состоялось бракосочетание деда и бабушки композитора С. С. Прокофьева – Г. Н. Жидкова, дворового человека графа Д. Н. Шереметева, с А. В. Инштетовой, дочерью В. Л. Инштетова. Поручителями при заключении брака были ее братья А. В. и С. В. Инштетовы.
По состоянию на 1851 г. денежные расходы по главному дому составляли 12 100 руб.. В 1858 г. в Мещерском числились около 40 дворовых и 120 крестьян, которые проживали в главном доме и еще в 12 домах. При этом, при переезде двора Л. К. Боде в Москву, к месту его придворной службы, убывало до 30 человек и до 8 лошадей.
В 1888 году умер М. Л. Боде, новая владелица усадьбы военнослужащая М. Н. Левашевская, которая в 1889 году продала имение Московской земской управе. 
В конце XIX века усадьба несколько раз меняла владельцев, в 1891 году имение приобрела Московская земская управа под психиатрическую клинику, которую возглавлял доктор В. И. Яковенко. Её посещали писатели А. П. Чехов и граф Л. Н. Толстой. Для нормальной работы клиники, вырублена часть парка, на места построены новые здания, несколько изменивший её облик.
До наших дней сохранились главный усадебный дом с башней в готическом стиле, часть парка с прудами, Покровская церковь начала XVIII века, перестроенная в середине XIX века.  Усадьба и храм пережили революцию, в 1929 году по приказу Мособлисполкома церковь была закрыта, во второй половине XX века в здании церкви находились кафе и библиотека, и только в 1994 году святилище возобновило работу. В наши дни в имении расположена психиатрическая лечебница № 2 имени В. И. Яковенко.

## Фотогалерея

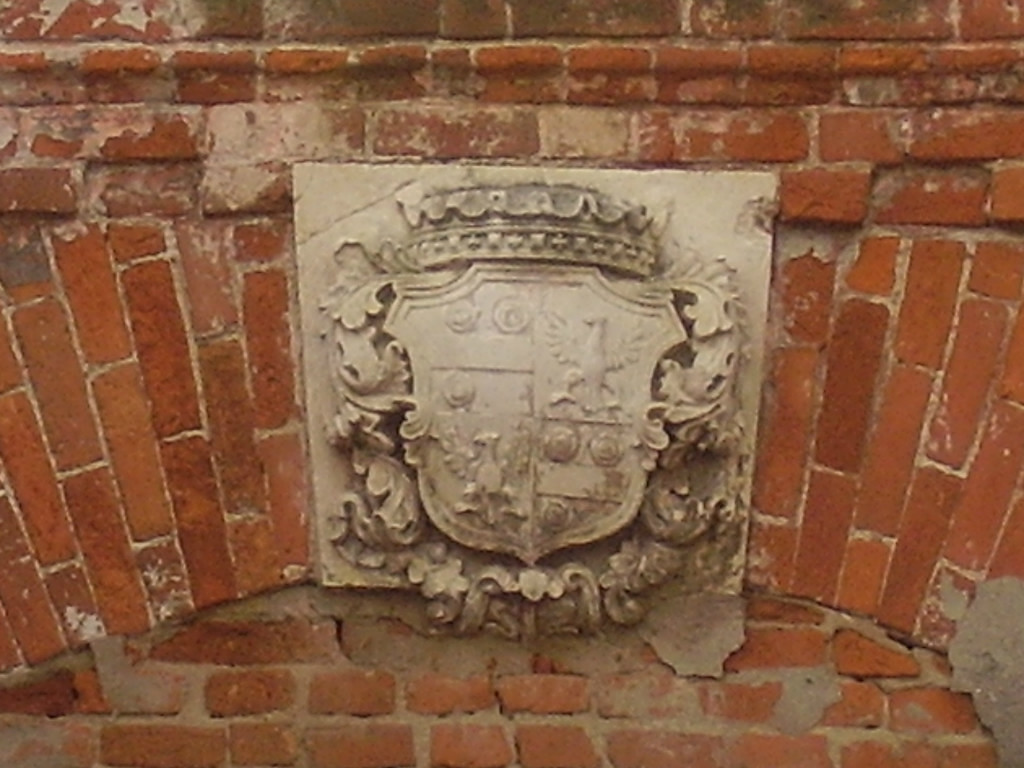
Фамильный герб баронов Боде, расположенный на бывших въездных воротах в усадьбу со стороны села Мещерское
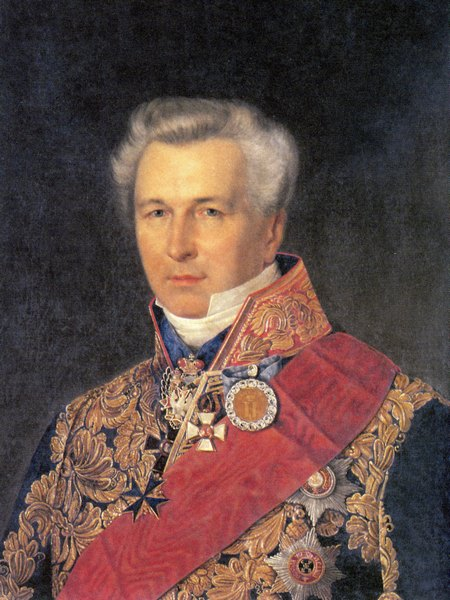
Барон Лев Карлович Боде, владелец усадьбы с 1817 года
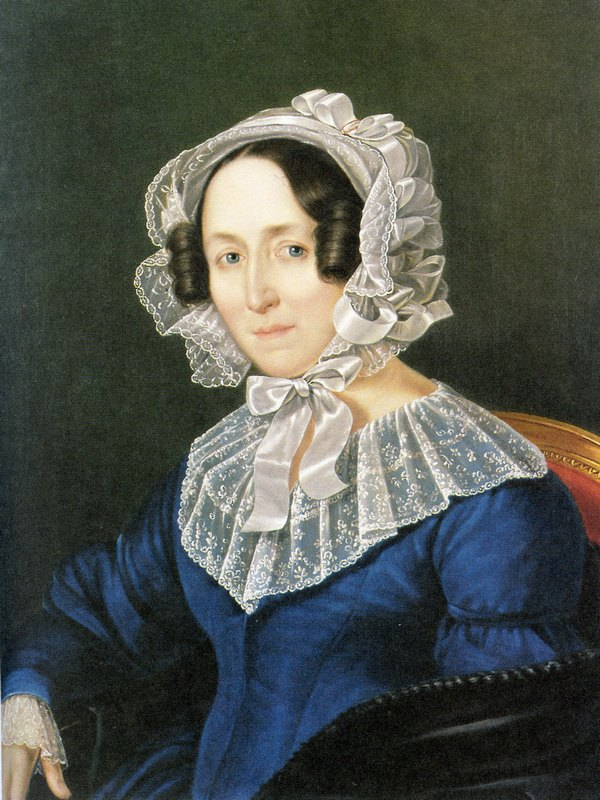
Баронесса Наталья Фёдоровна Боде, урожденная Колычёва
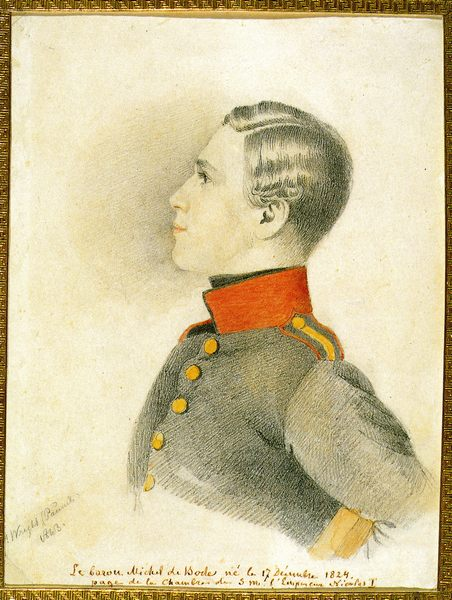
Барон Михаил Львович Боде, строитель усадьбы
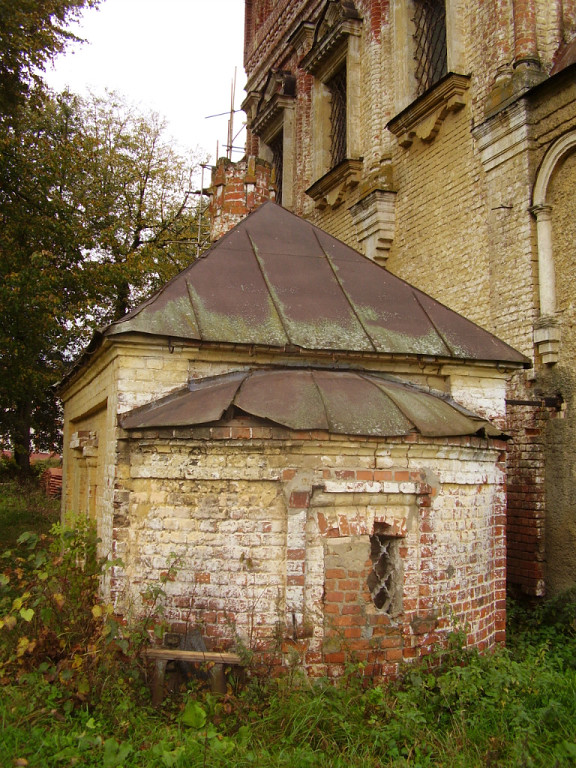
Погребальная часовня семьи баронов Боде возле Покровского храма в усадьбе Мещерское
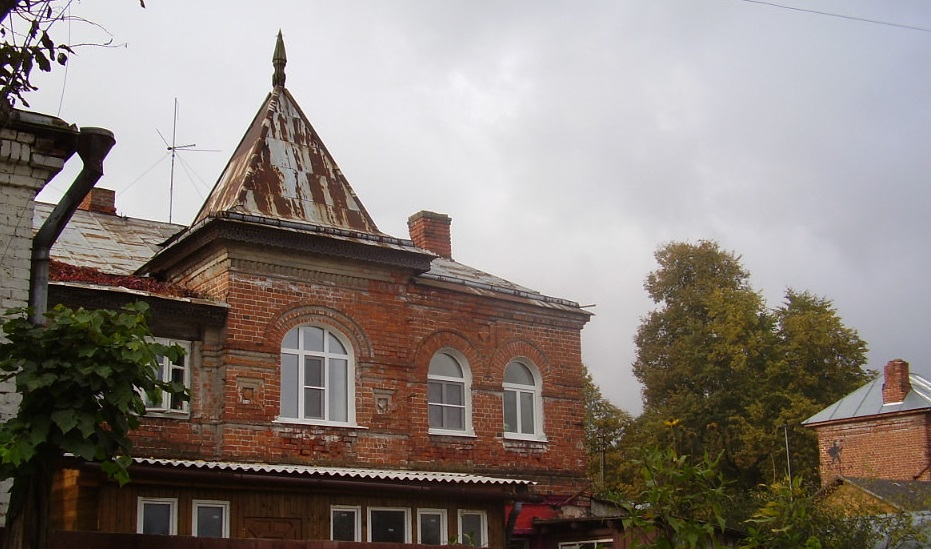
Теремок в русском стиле в усадьбе баронов Боде Мещерское
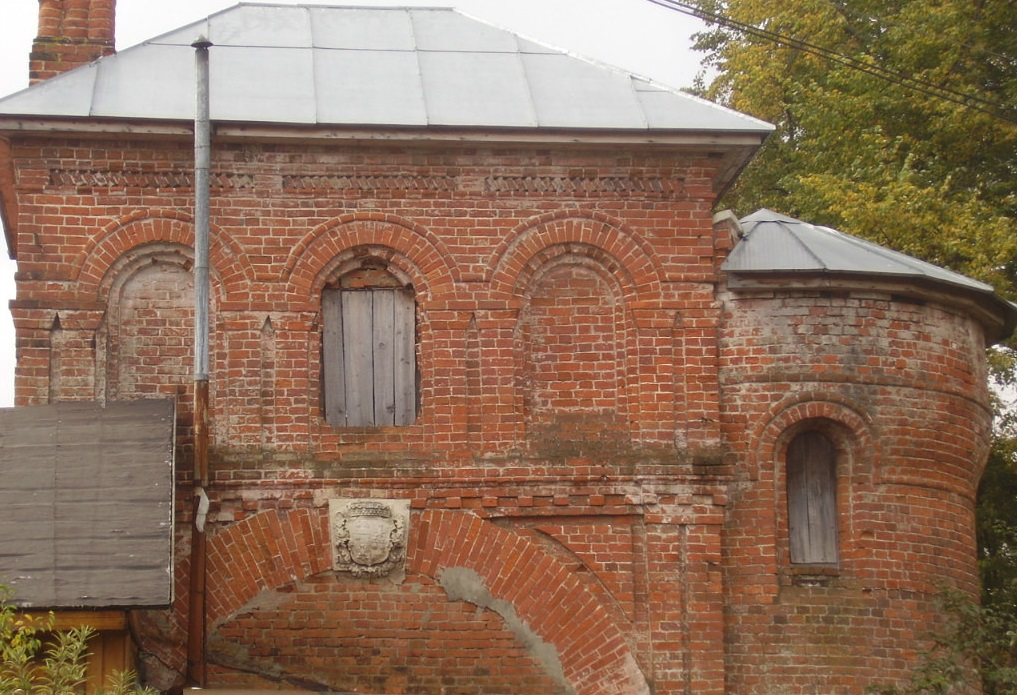
Башня с въездными воротами с гербом фамилии баронов Боде в усадьбе Мещерское
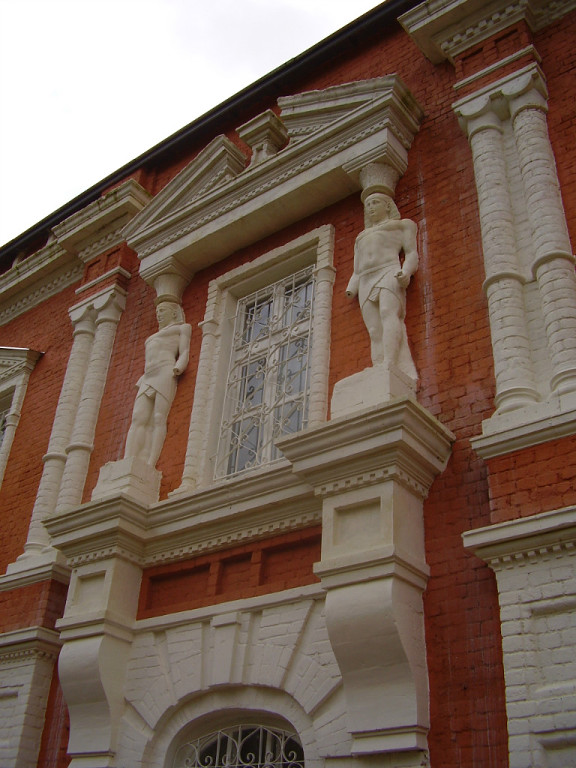
Статуи на главном фасаде дома усадьбы Боде в Мещерском
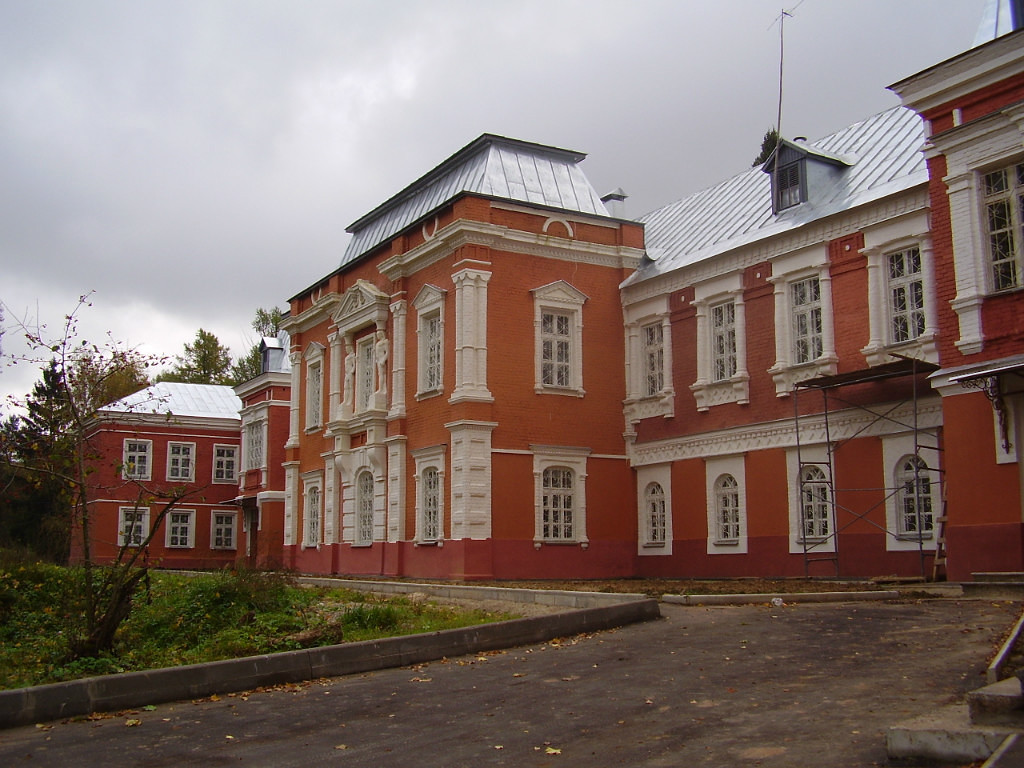
Внутренний двор и главный фасад главного дома усадьбы
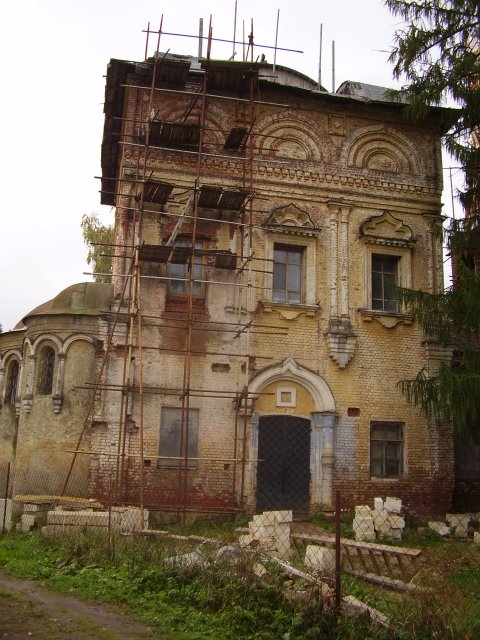
Покровский храм
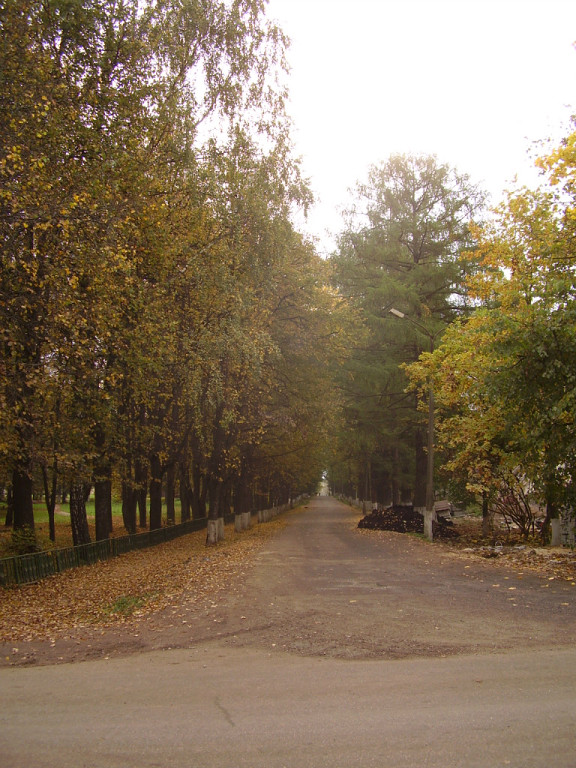
Фрагмент аллеи в парке и дорога от дома Боде в сторону Мещерского кладбища
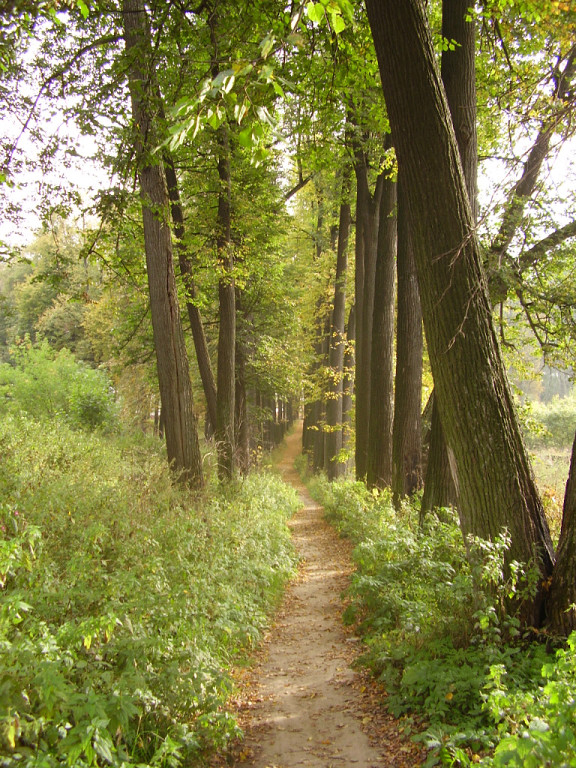
Фрагмент липовой аллеи у реки Рожайка
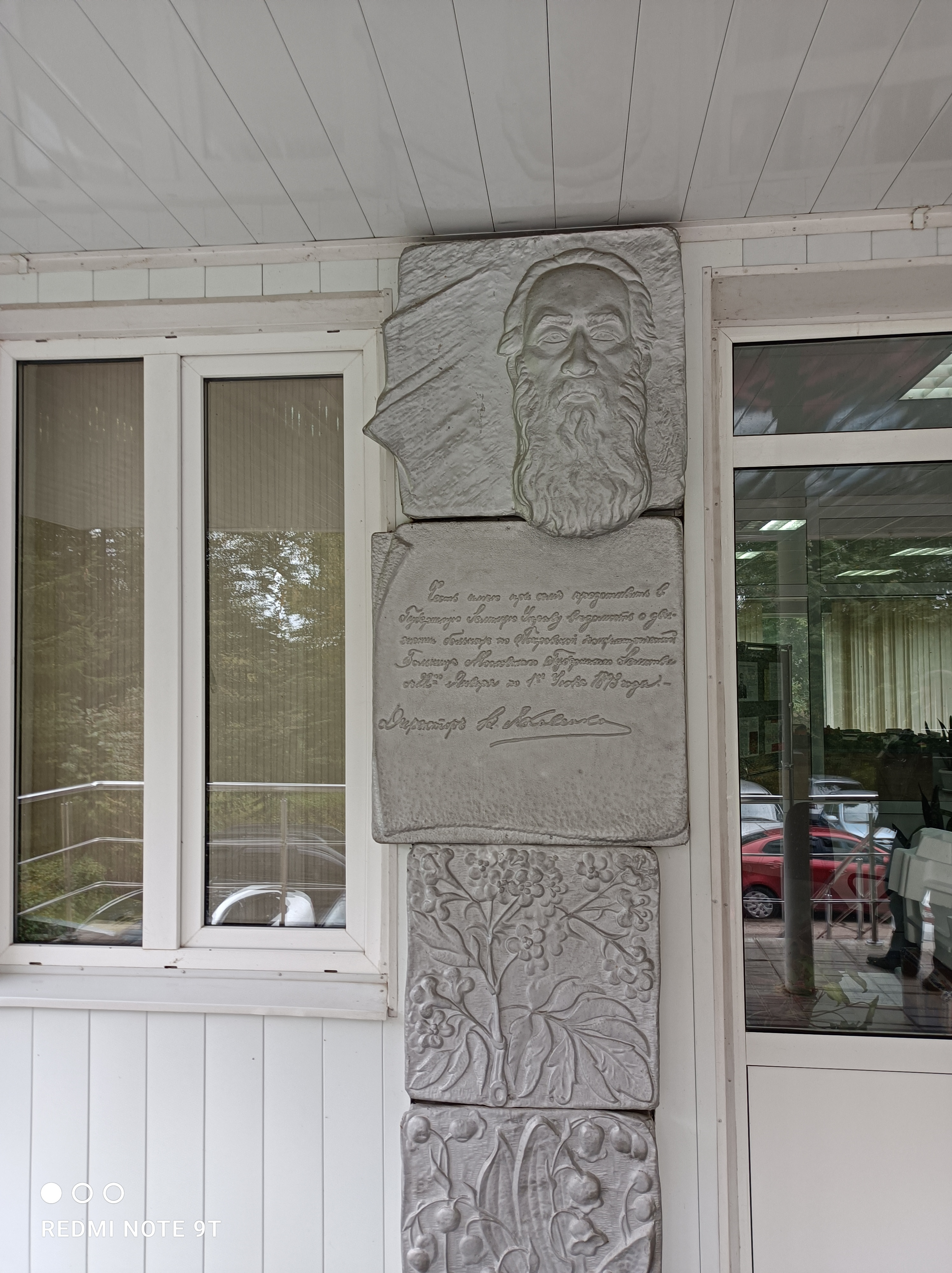
Барельеф с образом В.И. Яковенко при входе в административное здание психиатрической больницы в Мещерском
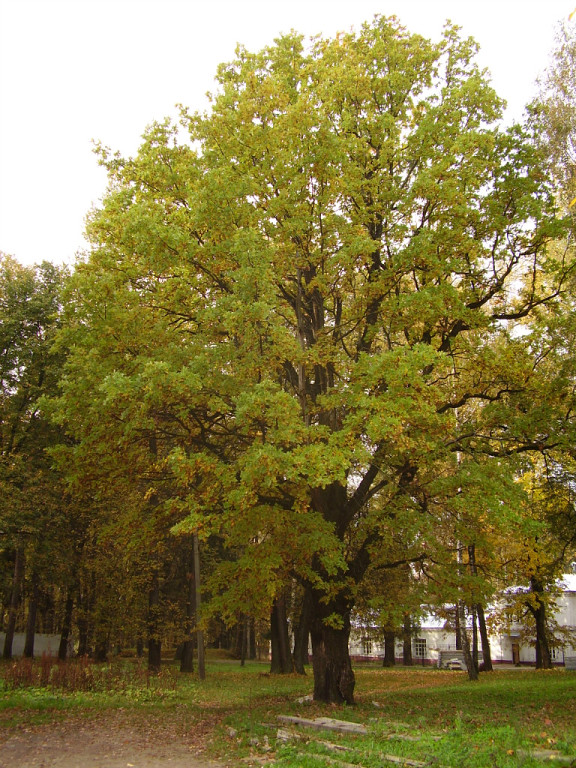
Один из корпусов больницы, расположенный в старом парке, архитектор А.Ф. Крюгер
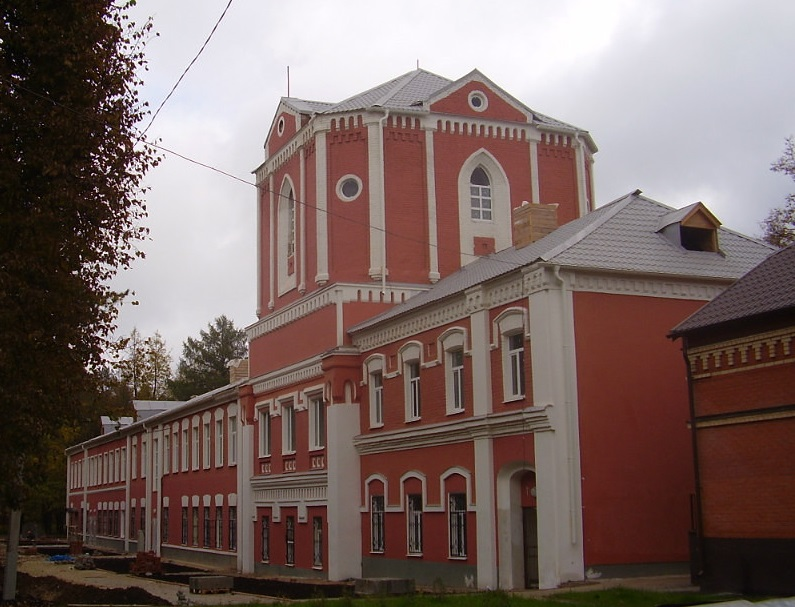
Консультативный корпус Больницы им. Яковенко, в центре бывшая водонапорная башня. Здесь размещалась квартира в которой гостил К.С. Малевич у своего тестя М. Рафаловича
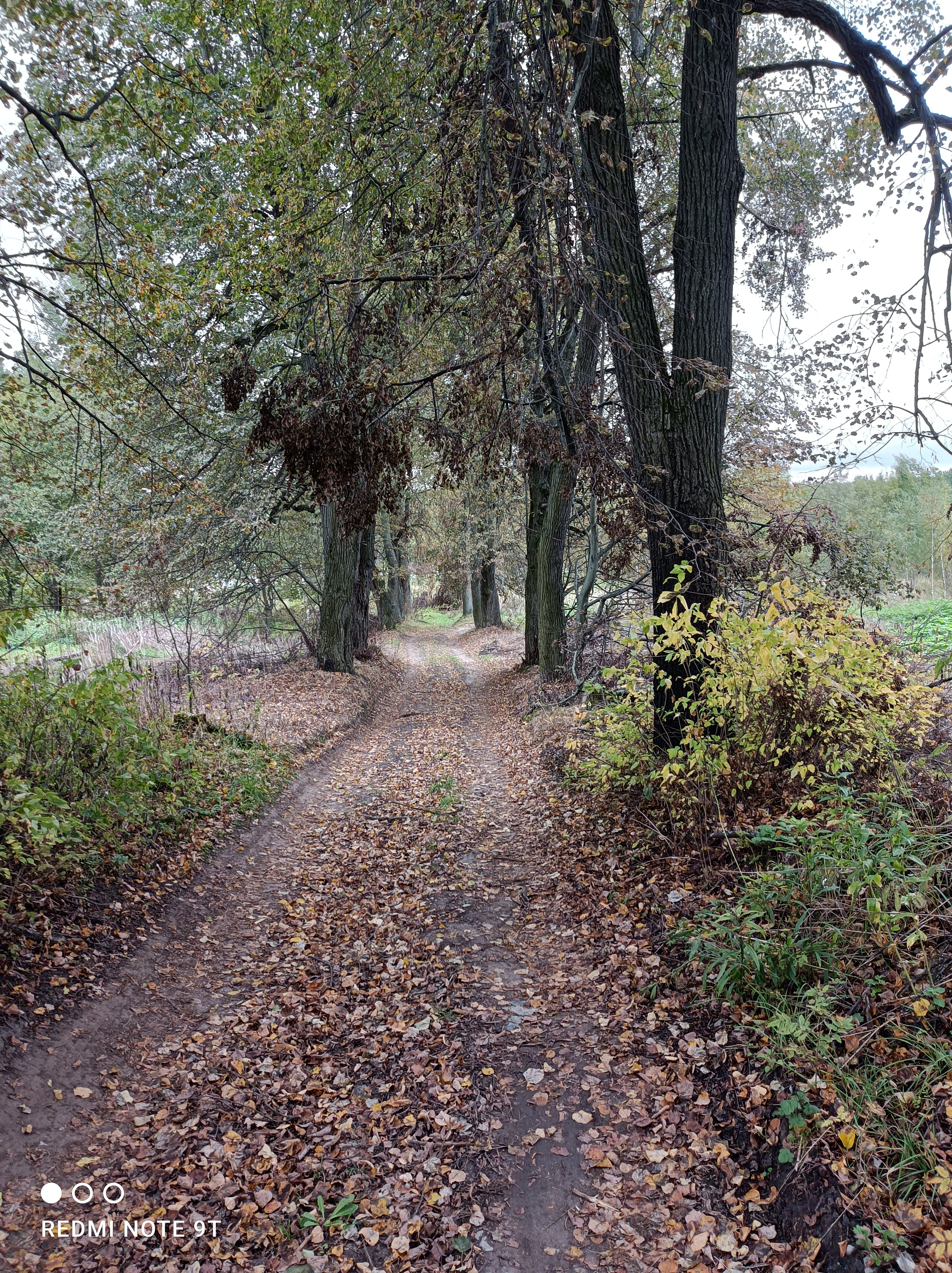
Липовая алея в окрестностях Мещерского ведущая к бывшему приюту для детей сирот Войны 1812 г.